# 15132 Steigmeyer
15132 Steigmeyer (2000 EZ69) là một tiểu hành tinh vành đai chính được phát hiện ngày 10 tháng 3 năm 2000 bởi nhóm nghiên cứu tiểu hành tinh gần Trái Đất phòng thí nghiệm Lincoln ở Socorro.